# Repositório institucional
Os repositórios institucionais são sistemas de informação que servem para armazenar, preservar, organizar e disseminar amplamente os resultados de pesquisa de instituições de ensino e de pesquisa, utilizando um software. O software mais utilizado no Brasil é o DSpace. Exemplos de outros softwares utilizados são EPrints, Fedora, Invenio e SobekCM.
Um repositório institucional é como uma biblioteca virtual que reuni diversas produções intelectuais de uma comunidade universitária (alunos de pós-graduação, técnicos e docentes das Universidades Federais) ou de qualquer outra instituição que deseja realizar, através de um software, um local para guardar seus textos, documentos e arquivos produzidos. O objetivo do repositório institucional é armazenar, preservar e disponibilizar na Internet textos e arquivos completos para acesso livre a todos que tiver acesso.
'Inclui documentos pertencentes aos acervos das diversas Unidades Acadêmicas e demais órgãos da Universidade." - Lume, repositório da Universidade Federal do Rio Grande do Sul.
"Lume é o repositório de acesso às coleções digitais produzidas na UFRGS, como teses e dissertações, trabalhos de conclusão de curso de graduação (TCC), artigos, livros, patentes, recursos educacionais, entre outros documentos acadêmicos, científicos, artísticos e administrativos gerados na Universidade." Segundo a Universidade Federal do Rio Grande do Sul.